# (18880) Toddblumberg
(18880) Toddblumberg (1999 XM166) – planetoida z pasa głównego asteroid okrążająca Słońce w ciągu 5,72 lat w średniej odległości 3,2 j.a. Odkryta 10 grudnia 1999 roku.